# Ryan Succop
Ryan Barrow Succop (* 19. September 1986 in Hickory, North Carolina, Vereinigte Staaten) ist ein ehemaliger US-amerikanischer American-Football-Spieler auf der Position des Kickers. Er spielte in der National Football League (NFL) zuletzt für die Tampa Bay Buccaneers. Mit den Buccaneers gewann Succop den Super Bowl LV. Zuvor stand er bei den Kansas City Chiefs und den Tennessee Titans unter Vertrag.

## Frühe Jahre
Succop ging auf die Highschool in seiner Heimatstadt Hickory. Hier spielte er Fußball und American Football. Danach ging er auf die University of South Carolina. Im ersten Jahr im College-Footballteam schoss er die Kickoffs und war Ersatzkicker. In den folgenden Jahren kickte er öfter Field Goals und Point-after-Touchdown-Versuche.

## NFL
Succop wurde beim NFL-Draft 2009 in der siebten Runde als 256. und letzter Spieler des Drafts insgesamt von den Kansas City Chiefs ausgewählt und erhielt somit den Titel „Mr. Irrelevant“. Er unterzeichnete einen Dreijahresvertrag bei den Kansas City Chiefs. In seiner ersten Saison erzielte er den höchsten jemals erreichten Field-Goal-Prozentsatz eines Rookies. Außerdem stellte er den Franchise-Rekord für die meisten erzielten Field Goals eines Rookies in einer Saison für Kansas City auf. 2014 wechselte er zu den Tennessee Titans. In seinem ersten Spiel für Tennessee verwandelte er gegen sein altes Team vier von vier Field-Goal-Versuchen und zwei von zwei Points After Touchdown zum 26:10-Sieg.
In der Saison 2019 kam Succop nach einer Verletzung erst ab Woche 9 zum Einsatz, traf aber nur einen von sechs Field-Goal-Versuchen und 24 von 25 Extrapunkten, bevor er nach dem 15. Spieltag auf die Injured Reserve List gesetzt wurde. Am 13. März 2020 wurde er von den Titans entlassen.
Am 1. September nahmen die Tampa Bay Buccaneers Succop unter Vertrag. Mit den Buccaneers gewann er den Super Bowl LV mit 31:9 gegen die Kansas City Chiefs. In diesem Spiel erzielte er vier Points after Touchdown und ein Field Goal. Succop ist der erste Mr. Irrelevant, der in einem Super Bowl für das siegreiche Team spielte. Nach der Saison verlängerten die Buccaneers den Vertrag mit Succop für 12 Millionen Dollar um drei Jahre. Im März 2023 entließen die Buccaneers Succop.